# Characoma littora
Characoma littora är en fjärilsart som beskrevs av George Thomas Bethune-Baker 1894. Characoma littora ingår i släktet Characoma och familjen trågspinnare. Inga underarter finns listade i Catalogue of Life.